# Zona rane masturbacije
Zona rane masturbacije, Z.R.M., hrvatski punk band iz Zagreba. 

## Povijest
Ime su izabrali jer vole "drkati po ostalima".  Osnovani su 1981. zbog zabave, a s ozbiljnijim radom počeli su 1981/82. Problema s prostorom nisu imali jer su vježbali u garaži, većinom s instrumentima. Osnovan jeseni 1982. godine kao kvartovski (školski) band iz kvarta Gornjeg Bukovca. U prvoj postavi svirali su vokal Alen Dragun, gitarist i vokal Darko Balun – Lumba (Mort), basist Željko Poljak – Frantz i bubnjar Hrvoje Ljubljanović – Hrč (Krme). Osim jednog člana nitko nije znao ništa svirati. Članovi su imali samo prve ploče Ramonesa, Clasha i američkog CGBG vala koje su vrtili do iznemoglosti, kao i s prvim instrumentima, redom sve sklepanih ili od provjerenih istočnonjemačkih proizvođača. Uvježbavanjem sviranja radili su prve stvari. Svirali su po lokalnim mjesnim zajednicama i školama. Prvi pravi javni nastup imali su u zagrebačkom Studentskom centru na popularnom Polet Platzu 1983. godine. Nakon tog nastupa uskoro je iz benda otišao Alen Dragun pa se na vokalu priključio Boris Smolić (također iz škvadre), a ubrzo nakon toga kao drugi gitarist došao je i Boris Sušić – Tuta iz zagrebačkog punk banda Excess. To je ujedno bila najpoznatija i najproduktivnija postava banda. Zaredali su mnogobrojni koncerti po zagrebačkim klubovima, gitarijadama i domovima kulture, a u jesen 1984. (10. prosinca) u studiju Smolec-In Der Muhlen u noćnom terminu od 22:00 – 05:00 (u dnevnom terminu Film je snimao Signale u noći) snimili su svoj jedini studijski tonski zapis od 6 pjesama - Jači pokret (Lumba), Irma (Lumba), Grobar (Tuta, Igor-Excess), Kriza (Lumba, Smola), Teroristi (Tuta, Lumba); bila je hit, pjesmu su poslije obradili punkerski AK '47 i hip-hoperski Vrtlin Crew, Črni Cucek (Lumba, narodna). Iste su i na kompilaciji Tutti Pazzi vol. 4 u izdanju Falšanja Kol'ko'š Records. Iz te je godine ostao upamćen odličan zajednički nastup ZRM-a i Blitzkriega u punom zagrebačkom klubu Đuro Đaković (Gjuro). 1985. zbog odlaska dvojica članova u vojsku bila je stanka u radu. To vrijeme Frantz i Hrč su s Hadžom iz Patarena odradili nekoliko proba i jedan koncert. Kad su se prva dvojica vratili iz vojske, došao je red za u vojsku Hrču i Smoli (Frantz je bio oslobođen). U bend je došao Zvonimir Brunović na bubnjeve, a na vokalu je kratko bio danas poznati zagrebački kazališni redatelj Dražen Ferenčina - Fec. U toj postavi odsvirali su nekoliko koncerata. Dolazi do zamjena na vokalima, iz benda ubrzo je otišao a Frantz, Barni i Mort odradili su odličan koncert u Lapidariju, što je bio posljednji javni nastup ZRM-a. Nakon povratka Hrča i Smole iz vojske band se dogovorno raspao. Članovi su otišli u blaže post-punk i pop-rock varijante svirajući u The Cretins, te poslije u Modesty, a jedan član je svirao u jednoj od prvih postava Pips Chips & Videoclipsa. Najveći uspjeh imali su na Navis-om festivalu kad su postigli 3. mjesto.

## Diskografija
- Demo 1984.:  1. Jači pokret 2. Irma 3. Grobar 4. Kriza 5. Teroristi 6. Črni cucek PROBA 7. Anarhist 8. Irma 9. Ja sam slobodan 10. Public Life 11. Črni cucek
- Demo 1985.:[4] 1.Jači pokret 2.Irma 3.Grobar 4.Kriza 5.Teroristi 6.Črni cucek 7.Anarhist 8.Irma (Live) 9.Ja sam slobodan 10.Public Life 11. Črni cucek (Live) 12. Jurim te 13. Nitko nezna šta se u njoj dešava 14.Instrumental
- LAP, ZAGREB 24.02.1987. : 1. Grobar 2. Jurim te 3. Let's Dance 4. Koka Kola 5. Kriza 6. Teroristi 7. Gloria 8. Public Life 9. Noćas??? 10. Jači pokret 11. Isti sam 12. KKK Took My Baby Away 13. Ja 14. Ovo je kraj 15. Police & Thieves 16. Isti san

## Vanjske poveznice
- Discogs
- YouTube, duleklc666 - Zona rane masturbacije demo 1984.
- YouTube, Dronemf S. - Zona rane masturbacije - uživo u Lapidariju 1986.
- Jugo Rock Forever Z.R.M. - Zona rane masturbacije (1984)
- Degenerik666 Z.R.M. Zona Rane Masturbacije - Demo 1984